# Síndrome da mulher de Potifar
A síndrome da mulher de Potifar é tratada pela criminologia como sendo a conduta de falsa acusação de crimes sexuais. Tal fenômeno faz referência à narrativa Bíblica na qual Potifar, um capitão egípcio da guarda do palácio real, prende José, filho de Jacó, com base somente nas palavras da sua esposa, que após frustradas tentativas de se relacionar sexualmente com José decide acusá-lo de tentativa de estupro.
É uma situação incomum, sobretudo em se considerando a própria dificuldade da mulher que sofreu estupro comprovar o crime de que foi vítima, ensejando maior cuidado por parte do julgador, sobretudo nos casos em que a palavra dos envolvidos se constitui no maior meio de prova.
Como leciona Fernando Capez, esse tipo de questionamento ganhou relevância no Brasil após o advento da Constituição Federal Brasileira de 1988, quando o depoimento da vítima passou a ser considerado importante, junto a outros meios de prova, especialmente nos chamados "crimes de clandestinidade", ou seja, aqueles praticados longe de testemunhas, incluindo aí os que ocorrem no ambiente doméstico. Apesar disso, tem-se adotado uma posição de cautela para se evitar a falsa denúncia motivada por vingança. Nos Estados Unidos a chamada Lei de Megan criou um cadastro nacional dos agressores sexuais, também no Brasil uma alteração legal aprovada em 2019 à chamada Lei Maria da Penha aliou, junto às medidas protetivas, a necessidade de ter-se um registro dos agressores, ainda em projeto de lei. Apesar de consagrado pelos tribunais superiores, a valoração do depoimento da vítima deve, contudo, ser avaliado pelo julgador dentro do conjunto probatório existente nos autos ante a possibilidade, mesmo não comum, da ocorrência da chamada "síndrome da mulher de Potifar".